# Elin Pelin (obchtina)
Pour les articles homonymes, voir Elin Pelin (homonymie).
Elin Pelin (bulgare : Елин Пелин) est une obchtina de l'oblast de Sofia en Bulgarie.

## Localités
- Bogdanliya
- Churek
- Gabra
- Gara Elin Pelin
- Golema Rakovitsa
- Grigorevo
- Doganovo
- Eleshnitsa
- Elin Pelin (siège)
- Karapoltsi
- Krushovitsa
- Lesnovo
- Musachevo
- Novi Han
- Ognyanovo
- Petkovo
- Potop
- Ravno Pole
- Stolnik